# 那珂実久
那珂 実久（なか さねひさ）は、鎌倉時代初期の武将・御家人。大中臣系那珂氏の祖。
源頼朝に従い、治承4年（1180年）の金砂城の戦いで常陸佐竹氏を攻略した功績により那珂東郡・那珂西郡を与えられて惣地頭職になる。
実久は頼朝側近の有力な御家人として、元治元年（1199年）には丹波・摂津・山城の守護を兼ね、京都守護職の地位にあった。
1207年頃には執権北条氏との対立から那珂東郡・那珂西郡の惣地頭職と京都守護職などを失った。しかし那珂郡内の地頭職は那珂氏が掌握しており、那珂東郡の惣地頭職こそ北条氏の手に渡るものの、那珂西郡の惣地頭職は回復した。
実久の子・那珂時久をはじめ那珂氏は藤原頼経と親密な関係にあり、北条氏が勢力を振るって周囲の御家人が没落していくなか、那珂氏は再起を図るために関白・藤原師通の子という大中臣頼継を祖とする『大中臣氏略系図』を1309年に作成している。
那珂氏と同族であった中郡氏の中郡経高とともに藤原鎌足や頼経の物語をかりて、藤原頼経による悪来王討伐など藤原摂関家の武威を喧伝した可能性が指摘されている。